# Negyed (település)
Negyed (szlovákul Neded) község Szlovákiában, a Nyitrai kerületben, a Vágsellyei járásban. Mátyusföldi magyar község.

## Fekvése
A Kisalföldön, Vágsellyétől 16 km-re délkeletre, Vágfarkasdal összeépülve, a Vág folyó jobb partján fekszik. A vágsellyei járás legdélebben fekvő községe.

## Élővilága

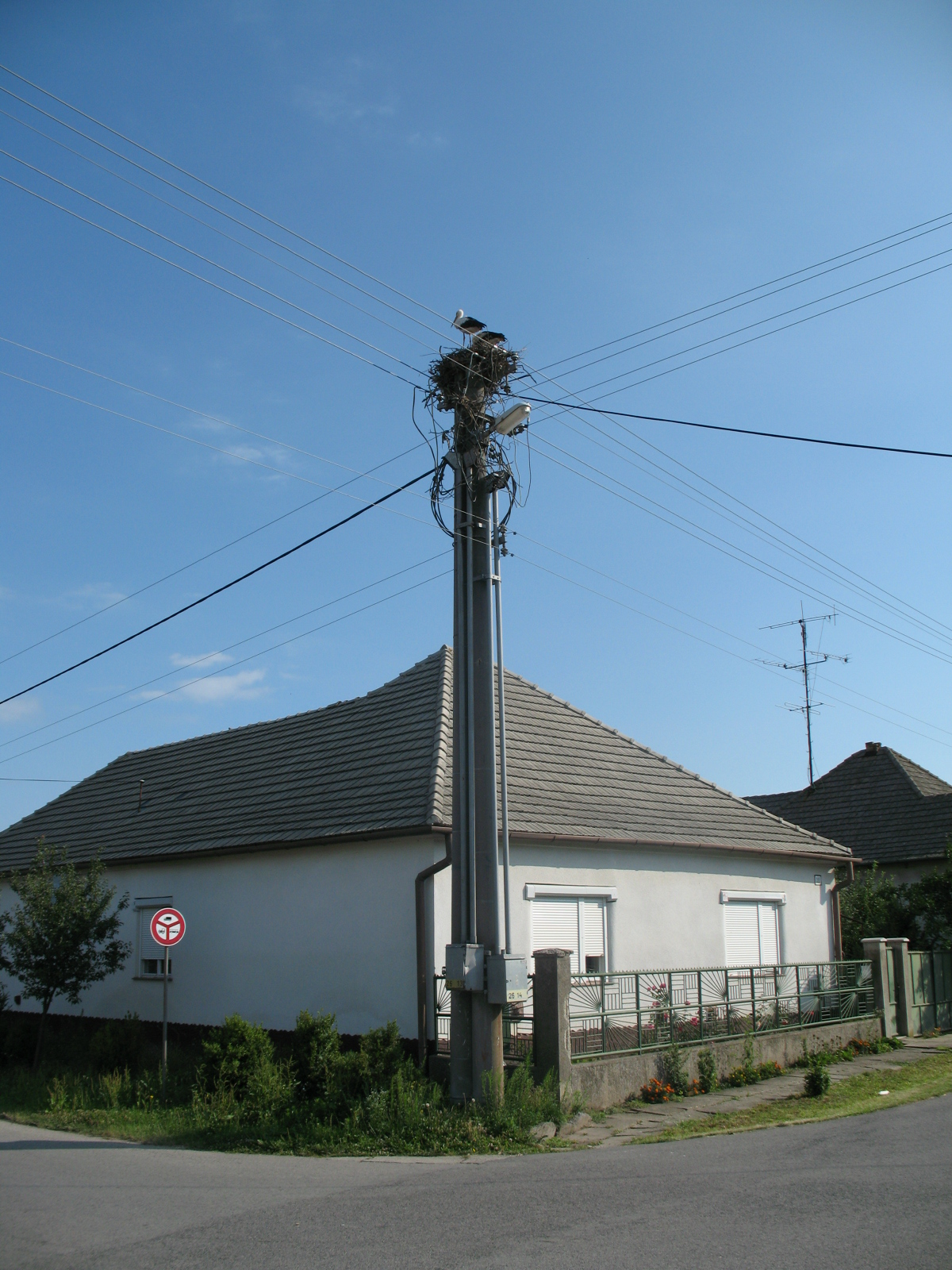
Az új gólyafészek 2011-ben
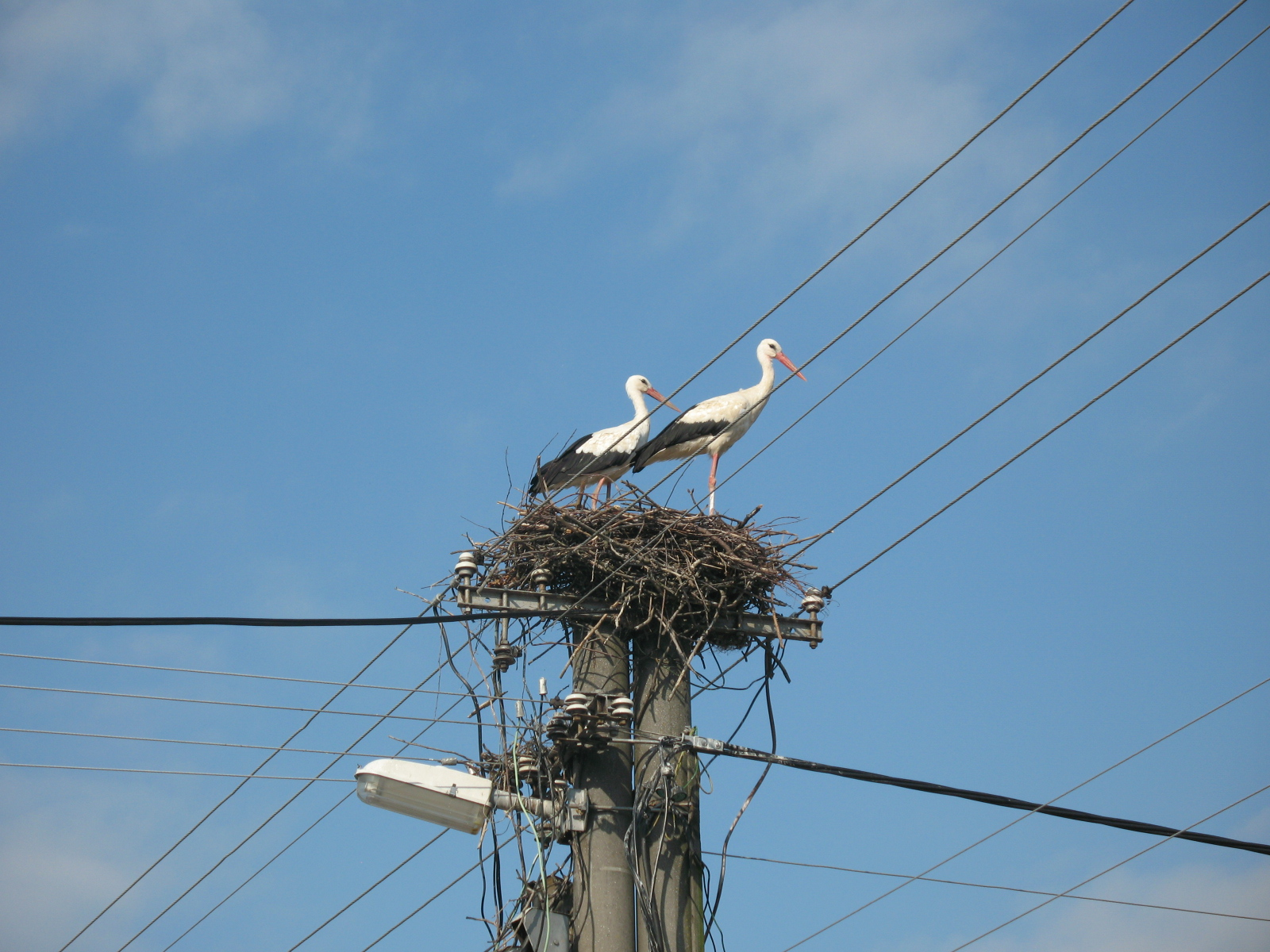
A megmaradt szülők 2011-ben a villámcsapás után
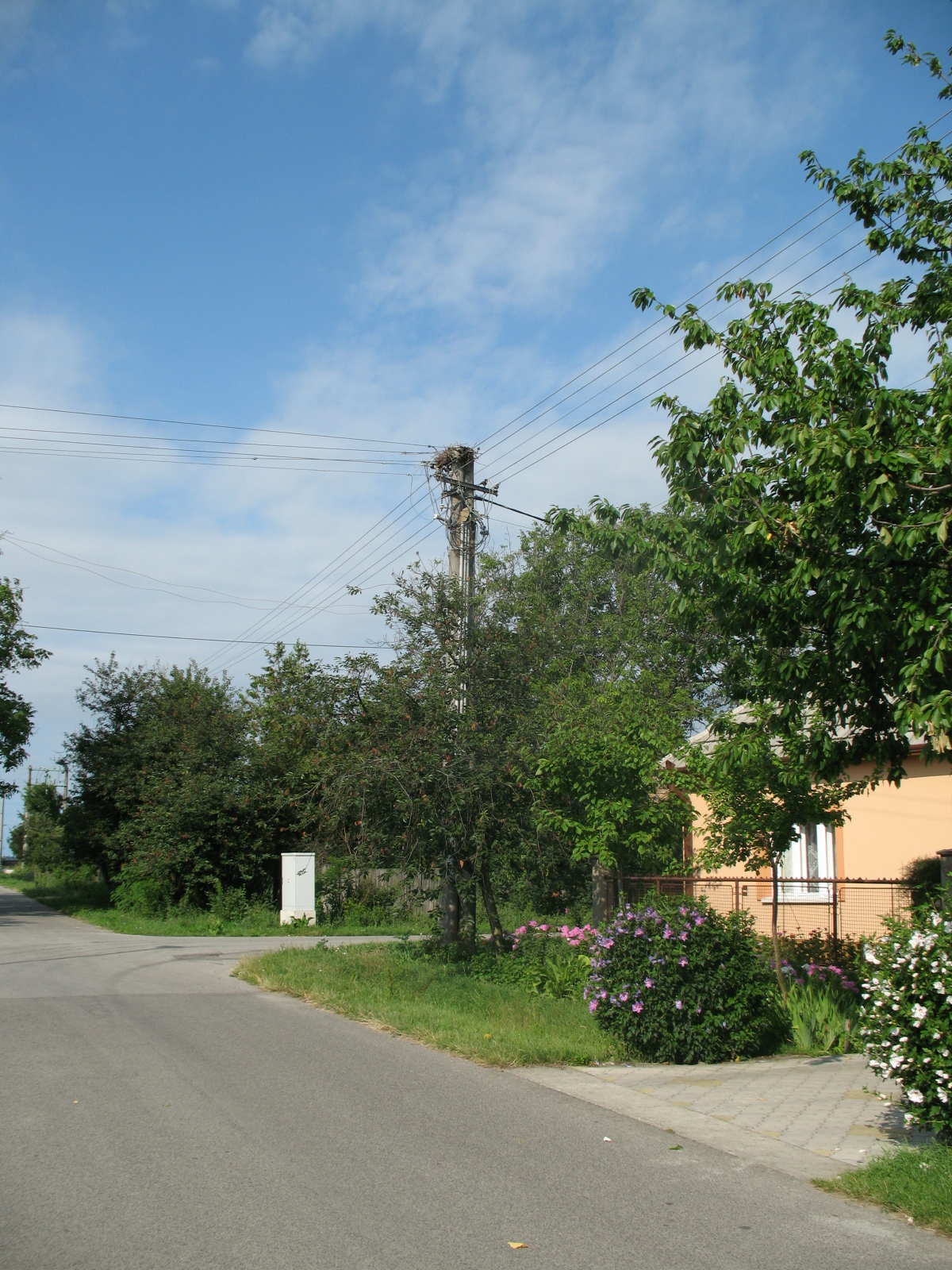
A régi gólyafészek 2011-ben a tűzeset után
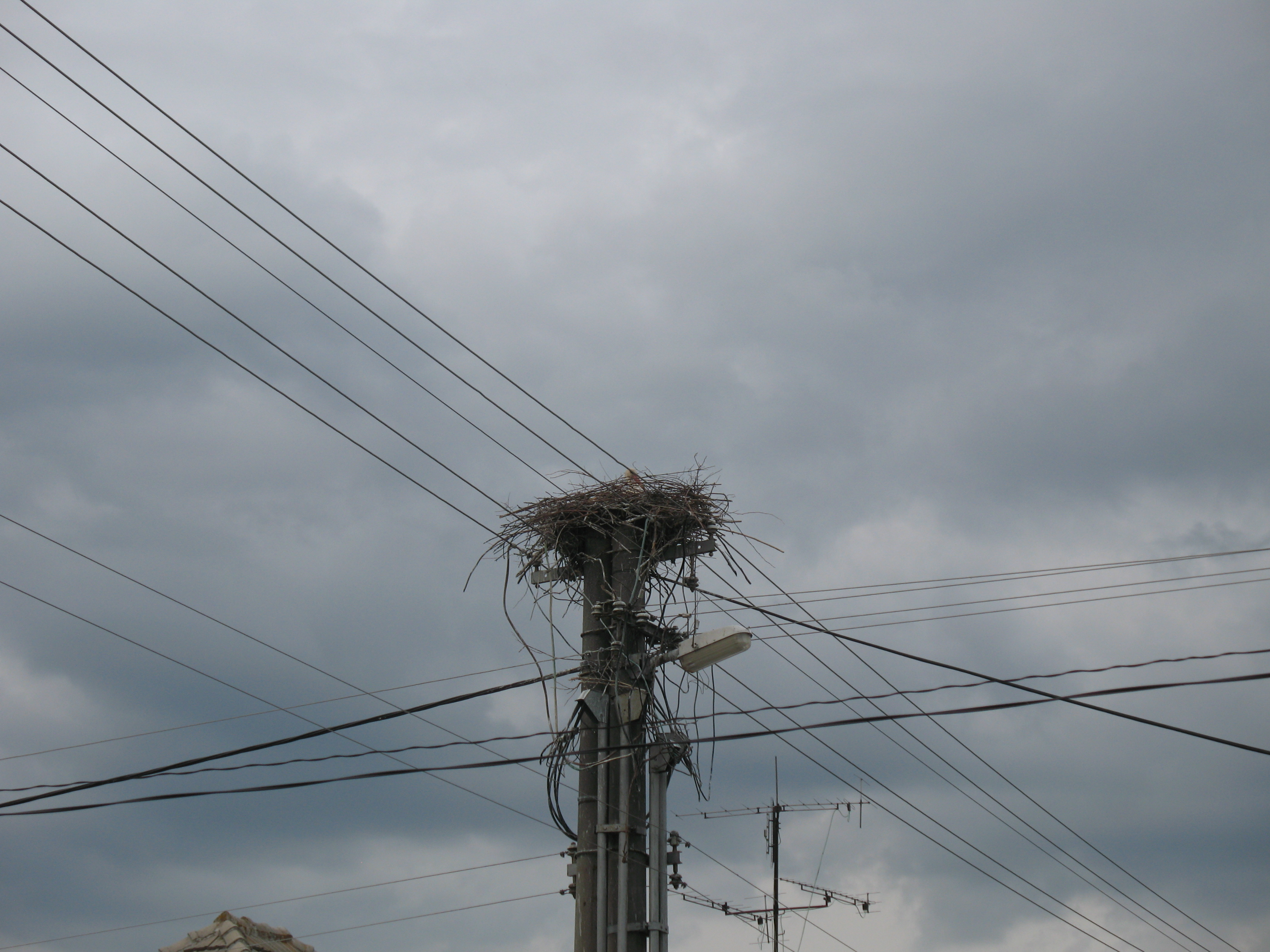
Egy gólya 2012-ben
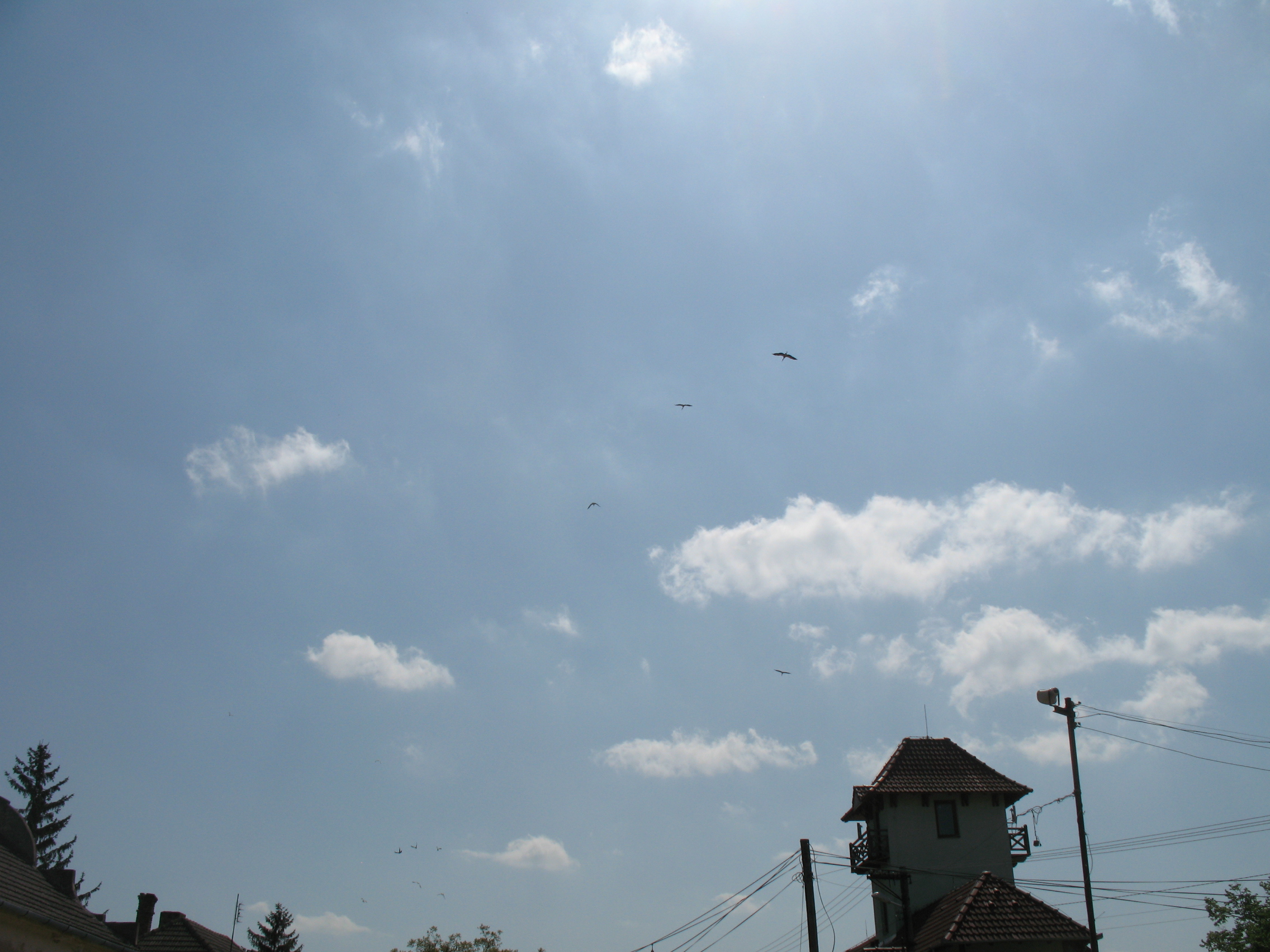
Négy gólya kering a falu felett fészket keresve (2014)
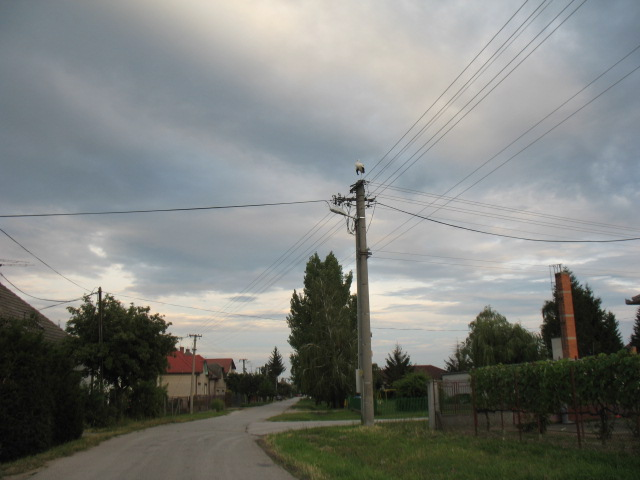
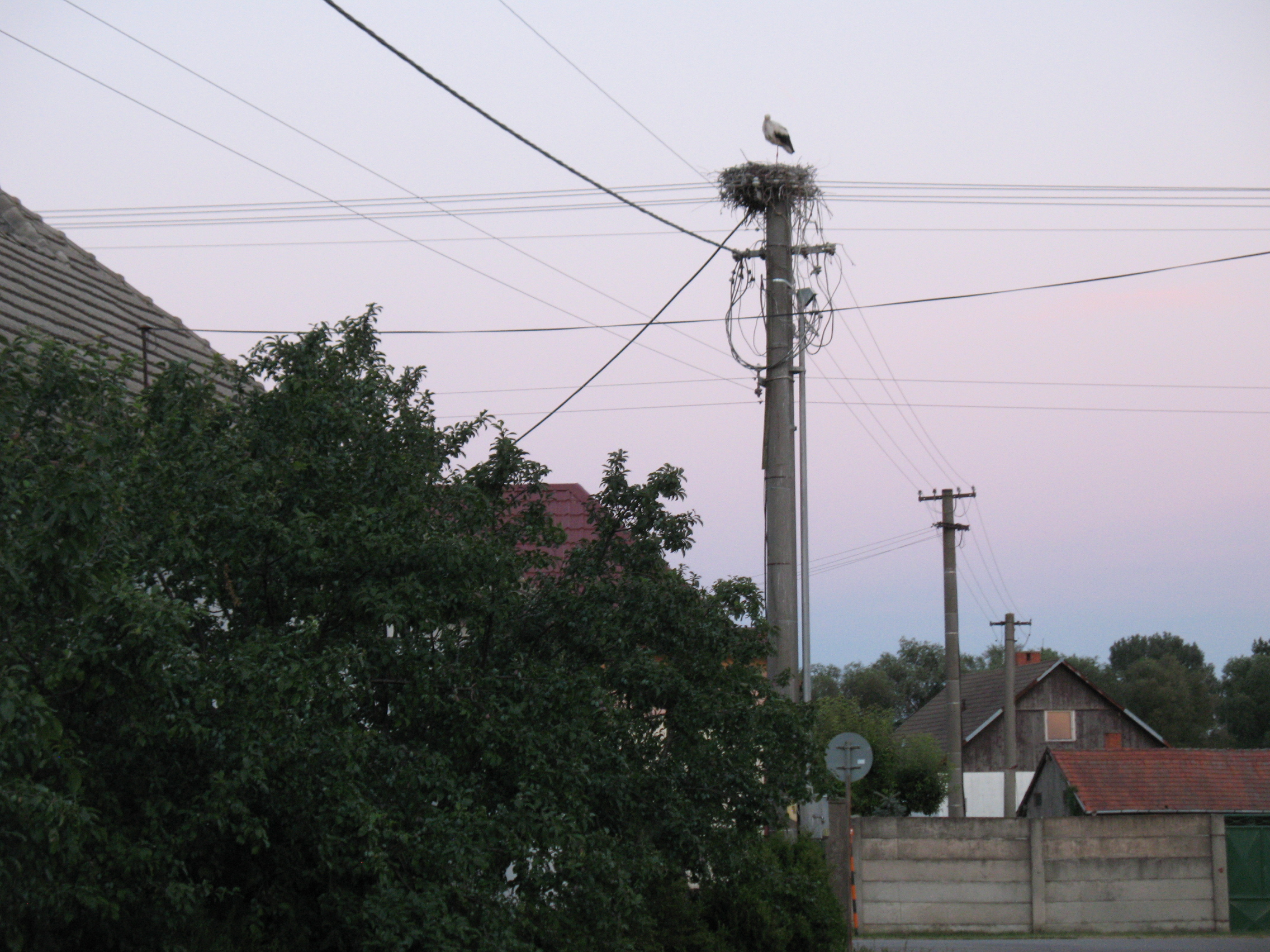
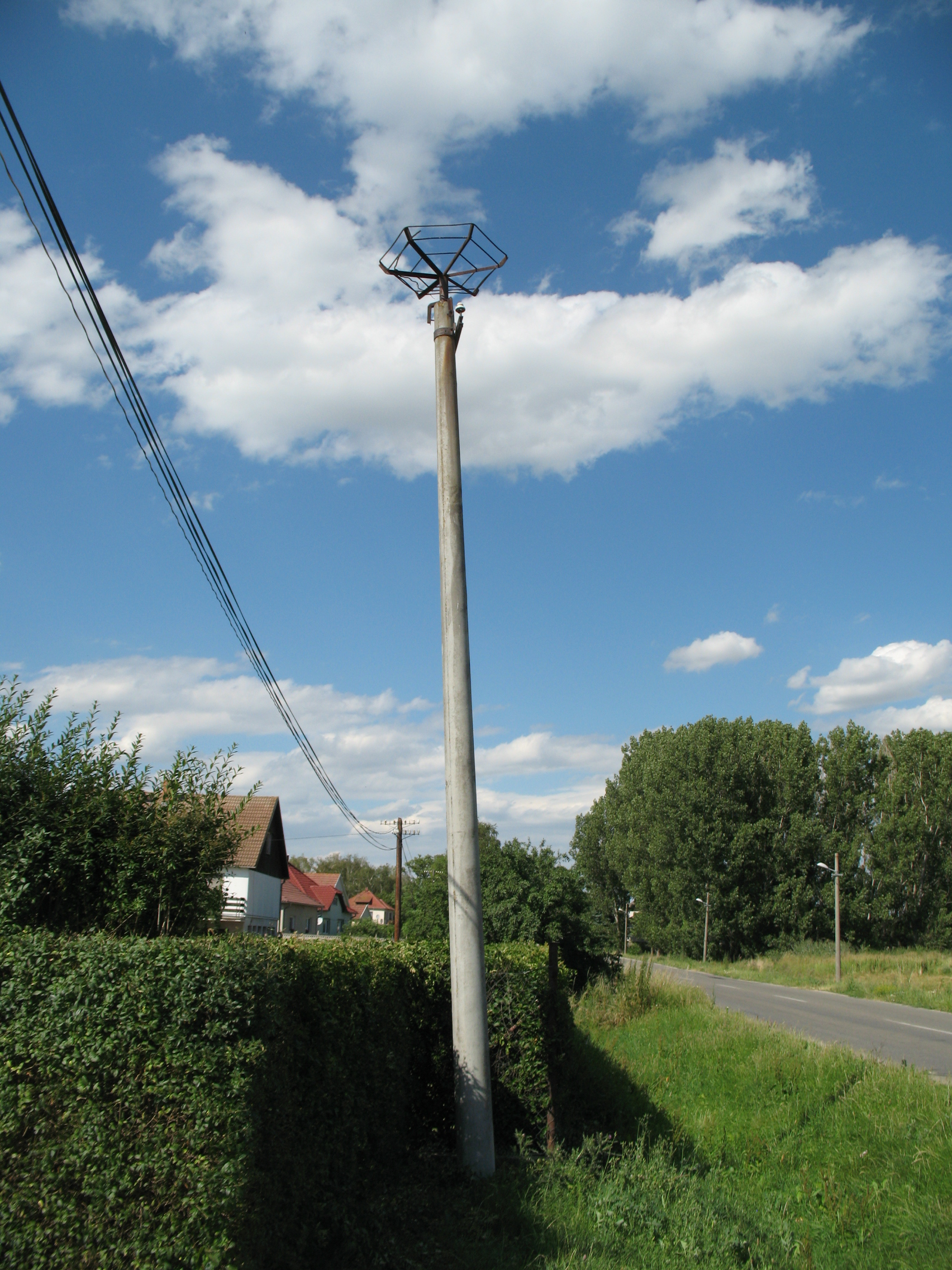

A faluban régóta fészkeltek a gólyák a temető közelében. 2011-ben azonban villámcsapás érte a fészket és az a fiókákkal együtt kiégett. A szülők egy keresztutcányival arrébb új fészket építettek, de nem költöttek újra. 2012-ben egy rövid ideig elfoglalta a fészket egy gólya, de nem volt költés. Ezen fészekben azóta sincs költés, bár a gólyák minden évben visszatérnek. Ezen kívül a főút mentén a falu szélén található alátét.
2018 októberében a negyedi vadásztársaságnál észleltek új ragadozómadár mérgezéseket, illetve illegális csapdákat, melyeket fényképcsapdával is követtek.

## Története
A település első írásos említése 1113-ban Niget néven a zoborhegyi apátság oklevelében történt. Ezt követően Negiet, Negyet, Negiedy (1206), majd Negeed (1278) alakban említik az írott források. Kezdetben a zobori bencés apátság birtoka volt. A hagyomány szerint első lakói halászattal, állattartással, szövéssel, fonással foglalkoztak. II. András 1206-ban kiadott oklevele, mely a település birtokhatárait írja össze, említést tesz vizahalászatáról, illetve az apátság negyedi káráról is beszámol, amit Ottó morva hadvezér seregei okoztak. Neve onnan származik, hogy lakói a földesúrnak negyeddel adóztak jövedelmükből.
A falu a tatárjárás során elpusztult, majd később a török pusztította el, de mindig újratelepítették. 1412-ben Fabianus de Neged iratkozott be a Bécsi Egyetemre. 1494-től a nyitrai püspökség birtoka. Negyedre a 14.–15. században délről a törökök által űzött telepesek jöttek, hogy megbújjanak a mocsaras, nádas, gyéren lakott településen.
1701-ben már iskoláját is említik. 1710-ben pestisjárvány pusztított. 1715-ben 2 malom működött a községben, s az összeírás során feltehetően sokan letagadták vagyonukat. Önálló katolikus egyházközsége 1761-ben jött létre. Lakói mezőgazdaságból éltek, főként zöldséget, dinnyét, káposztát, kendert, repcét termesztettek.
Vályi András szerint "NEGYED. Magyar falu Nyitra Várm. földes Ura a’ Nyitrai Püspökség, lakosai katolikusok, fekszik Selyéhez két mértföldnyire, fája van, terméseiket helyben el adhattyák, lakosai kereskedhetnek Vág vizén, szőleje nints, földgye, réttye jó, de néha az áradások károsíttyák."
A 19. század közepe táján létesített présműhelyében repceolajat készítettek. A présműhely az 1880-as évek közepéig működött. 1871-ben a téglagyár kezdte meg működését.
Fényes Elek szerint "Negyed, népes magyar falu, Nyitra vmegyében, a Vágh jobb partján, Poson és Komárom vmegyék szélén. Lakja 1165 kath., 2015 ref. Van benne kath. paroch. templ. ref. szentegyház és ekklézsia, továbbá van réve a Vághon. Határa nagy kiterjedésű s termékeny: bővelkedik buzával, zabbal, árpával, kölessel, kukoriczával, szénával, náddal sat. – Legelője bőven lévén, sok marhát, lovat, juhot tart. Káposztával, hagymával, s más zöldségekkel szintugy kereskednek mint a farkasdiak. F. u. a nyitrai püspök. Ut. p. Érsekujvár."
1909-ben negyedi végállomással vasút épül Vágsellyéig, ami új lendületet ad a falu fejlődésének. 1911-ben Sándor Benő református lelkész beiktatását sok helybeli ellenezte. Az első világháborúban 133 lakos esett el és 7 eltűnt. Áldozatukat két emlékmű őrzi. A trianoni békeszerződésig Nyitra vármegye Vágsellyei járásához tartozott. A csehszlovák hadsereg 1919 januárjában szállta meg a községet, amelyet aztán a trianoni békediktátum aláírása által Csehszlovákiához csatoltak. 1938 és 1945 között újra Magyarország része.
1947-ben Csehországba 300 lakost deportáltak, Magyarországra 401 családot telepítettek ki, a helyükre szlovákok jöttek. 1949-ben magyar iskola nyílt, majd helyi hangszóró kezdett működni. 1959-ben 13 tantermes iskola épült. 1971-ben az iskola aktuálpolitikai okokból felvette „A Csehszlovák-Vietnami Barátság Iskolája" nevet. Plébániáját 2010-ben a vágfarkasdihoz csatolták.

## Népessége
| Év:            | 1994. | 2004.   | 2014.   | 2024.   |
| -------------- | ----- | ------- | ------- | ------- |
| Emberek száma: | 3152  | 3102    | 3303    | 3174    |
| Eltérés:       |       | -1,58 % | +6,47 % | -3,90 % |

| Év:            | 2023. | 2024.   |
| -------------- | ----- | ------- |
| Emberek száma: | 3193  | 3174    |
| Eltérés:       |       | -0,59 % |

A település 1113-ból származó első írásos említése alapján keletkezése a kora Árpád-korban, a 10-11. században valószínűsíthető. Őshonos lakosságát közel egy évezreden át a magyarság alkotja. A második világháborút követően a csehszlovák hatóságok magyarellenes intézkedései kísérletet tettek egyöntetű nemzetiségi összetételének nagymértékű módosítására. Magyar lakossága számottevő részének Csehországba deportálása, valamint Magyarországra telepítése nagymértékben módosította évszázadokon keresztül fennálló nemzetiségi összetételét. Magyar lakosságának közel 100 százalékos részaránya ekkor megközelítőleg kétharmadára csökkent. Helyükre az áttelepülést önként vállaló, elsősorban Magyarországról származó szlovák családok települtek. Az elkövetkező évtizedek asszimilációs politikája tovább csökkentette őshonos magyar lakosságának részarányát, amely a 2001-es népszámlálási adatok szerint 62 százalékra csökkent le, míg folyamatosan növekvő szlovák nemzetiségű lakosságának részaránya 31 százalékra emelkedett.
1850-ben 2845 lakosa volt, ebből 1911 református, 919 római katolikus és 15 zsidó.
1880-ban 3484 lakosából 3362 magyar, 10 német, 4 szlovák, 1 más anyanyelvű és 107 csecsemő, ebből 2254 református, 1152 római katolikus és 78 zsidó.
1890-ben 3848 lakosából 3805 magyar és 27 szlovák anyanyelvű volt.
1900-ban 4187 lakosából 4169 magyar, 13 szlovák, 4 német és 2 ruszin anyanyelvű, ebből 2529 református, 1536 római katolikus, 120 zsidó és 2 evangélikus.
1910-ben 4479 lakosából 4451 magyar, 21 szlovák, 4 német és 3 más anyanyelvű, ebből 2574 református, 1690 római katolikus, 140 zsidó, 7 evangélikus, 1-1 görögkatolikus és pravoszláv, valamint 66 más felekezetű.
1921-ben 4424 lakosából 4239 magyar és 55 csehszlovák volt.
1930-ban 4597 lakosából 4276 magyar és 69 csehszlovák volt.
1941-ben 4641 lakosából 4445 magyar és 1 szlovák volt.
1970-ben 4093 lakosából 2766 magyar és 1307 szlovák volt.
1980-ban 3626 lakosából 2473 magyar és 1139 szlovák volt.
1991-ben 3217 lakosából 2159 magyar és 932 szlovák volt.
2001-ben 3177 lakosából 1982 magyar, 988 szlovák és 189 cigány volt.
2011-ben 3301 lakosából 1820 magyar, 1241 szlovák, 103 cigány, 12 cseh, 1-1 ruszin, ukrán és lengyel, illetve 122 ismeretlen nemzetiségű volt.
2021-ben 3215 lakosából 1655 magyar, 1341 szlovák, 89 cigány, 1 ruszin, 15 egyéb és 114 ismeretlen nemzetiségű volt.
| Negyed lakosságának nemzetiségi megoszlása | Negyed lakosságának nemzetiségi megoszlása | Negyed lakosságának nemzetiségi megoszlása |
| ------------------------------------------ | ------------------------------------------ | ------------------------------------------ |
| szlovák                                    |                                            | 21 fő (0%)                                 |
| magyar                                     |                                            | 4451 fő (99%)                              |
| német                                      |                                            | 4 fő (0%)                                  |
| egyéb                                      |                                            | 3 fő (0%)                                  |
| *1910. évi népszámlálási adatok            |                                            |                                            |

| Negyed lakosságának nemzetiségi megoszlása | Negyed lakosságának nemzetiségi megoszlása | Negyed lakosságának nemzetiségi megoszlása |
| ------------------------------------------ | ------------------------------------------ | ------------------------------------------ |
| szlovák                                    |                                            | 988 fő (31%)                               |
| magyar                                     |                                            | 1982 fő (62%)                              |
| német                                      |                                            | 0 fő (0%)                                  |
| egyéb                                      |                                            | 207 fő (7%)                                |
| *2001. évi népszámlálási adatok            |                                            |                                            |

| Negyed lakosságának nemzetiségi megoszlása | Negyed lakosságának nemzetiségi megoszlása | Negyed lakosságának nemzetiségi megoszlása |
| ------------------------------------------ | ------------------------------------------ | ------------------------------------------ |
| szlovák                                    |                                            | 1241 fő (38%)                              |
| magyar                                     |                                            | 1820 fő (55%)                              |
| német                                      |                                            | 0 fő (0%)                                  |
| egyéb                                      |                                            | 240 fő (7%)                                |
| *2011. évi népszámlálási adatok            |                                            |                                            |

## Néprajza
Ísák József mulatságos könyvét a Néprajzi Múzeum őrzi.

## Gazdasága

### Gazdaságtörténete
A múltban főként káposzta termesztésével foglalkoztak. Emellett a Vág folyó túloldalán megközelítőleg száz hektáros szőlős és gyümölcsös volt a hozzátartozó présházakkal, csárdákkal. Meghatározó szőlőfajtái a Delavári és az Othello voltak. Azonban az 1980-as években pártutasításra szántóvá váltóztatták e területet.

## Nevezetességei
- Római katolikus templom
- Háborús emlékmű és Református templom
- Evangélikus templom

- A községben három templom található, melyek közül a katolikus a legrégebbi, mely 1780-ban[forrás?] épült Mihály arkangyal tiszteletére. Gusztinyi János püspök nagyobb összeget hagyott a felújítására.[16] Ezután 1937-ben[forrás?] a református templom épült fel, míg legkésőbbi az evangélikus templom 1976-ban. 1912-ben baptista imaházat is építettek.
- Régi református temploma 1786-ban épült, ennek helyére építették az új templomot 1937-ben, meghagyva elődjének tornyát. Orgonája Ján Tuček műhelyében készült 1937-ben Kutná Horán. A 20 regiszteres hangszernek 1248 sípja van. Az orgonát 2002-ben újították fel.[17] A templom tornyát és az épület külső burkolatát 2019-ben újították fel.[18]
- A katolikus plébánia 1804-ben épült Fuchs Ferenc püspök idejében.[19]
- Izsák Ferencnek, az 1848–49-es forradalom és szabadságharc honvédjének síremléke a temetőben található.
- Borversenyét a környék borászainak részvételével 1988 óta rendszeresen megrendezik.
- A község lapja Negyedi Újság címmel Sass János főszerkesztésében negyedévenként jelenik meg.

## Neves személyek
- Itt született 1818-ban Szabó Alajos állatorvos, tanár, újságíró.
- Itt született 1892-ben Tóth András ügyvéd, magyarországi országgyűlési képviselő.
- Itt született 1925. március 19-én Décsy Gyula nyelvtudós.[20]
- Itt született 1936-ban Izsák Ferenc fafaragó művész.
- Itt született 1941-ben Mészáros László műszaki-tudományos munkatárs, kritikus.[21]

- Itt szolgált Pázmány Dániel (1836–1916) Csanád vármegyei főlevéltáros, nyitramegyei gazdasági egyesület titkára.
- Itt szolgált Sedivy László (1870-1944) nyitrai református lelkész, embermentő.
- Itt szolgált Szeghalmi Gyula (1876–1963) tanító, régész, fényképész.
- Itt szolgált Osztényi Leander (1911–1990) tanító, festőművész, porcelán-iparművész.
- Itt szolgált Fehér Damáz (1913-1998) komáromi bencés gimnáziumi tanár, pap.
- Itt szolgált Teleki Tibor (1935-1990) főiskolai adjunktus.[22]
- Itt szolgált Szabó József (1940) pedagógus, polgármester.[23]
- Itt szolgált Mikó Zoltán (1945) iskolaigazgató, amatőr festő.[24]

- Innét származik Morvay Pálma Erzsébet (1954) magyar énekesnő (szoprán).
- A negyedi Szabó és Takács családból származik Czuczor Gergely bencés költő, nyelvtudós.

## Társadalmi szervezetek
- A Csemadok helyi alapszervezete, melynek elnöke két évtizeden át Kiss Gyula volt.
- Jelenleg Izsák Edit vezeti a helyi Csemadok alapszervezetét.

## Testvérvárosok
- Bóly, Magyarország

## Galéria
- Községháza
- Háborús emlékmű
- Nepomuki Szent János
- Kereszt 1806
- Kereszt a főút mentén 1905-ből
- Plébánia
- Temetőkereszt
- Temetőkápolna
- Műmalom